# Giovanni Battista Carlone

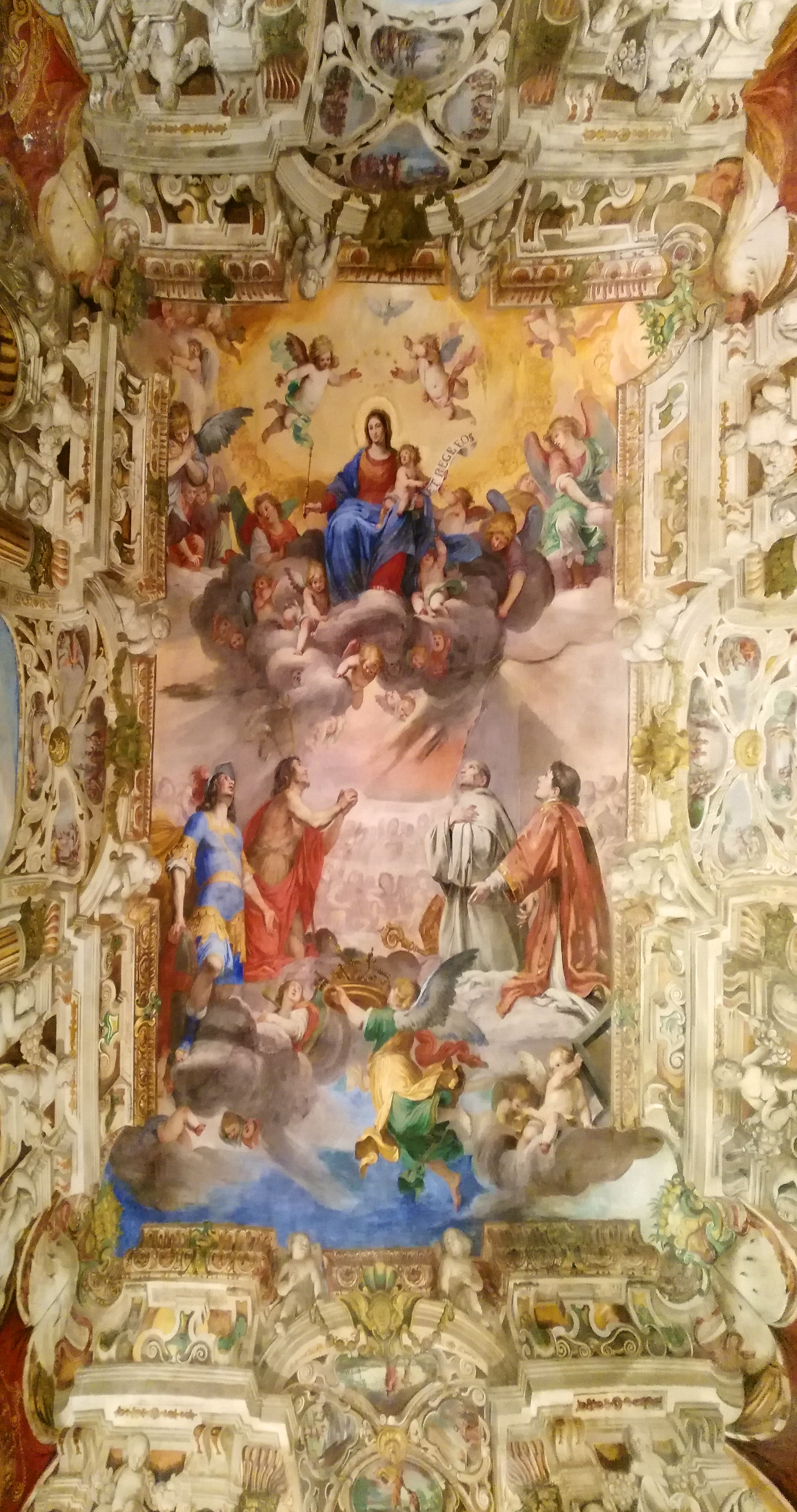
Palazzo Ducale, Cappella del Doge

Giovanni Battista Carlone, o Carloni (Genova, 1603 – Parodi Ligure, 1684 circa), è stato un pittore italiano di scuola barocca genovese.

## Biografia
Apparteneva a una nota famiglia di artisti d'origine ticinese, i Carlone (o Carloni). Il padre era lo scultore e architetto Taddeo Carlone (Rovio, 1543 - Genova, 1615), mentre suo fratello maggiore, con cui collaborò in numerose imprese, era il pittore Giovanni Carloni  (Genova, 1584 - Milano, 1631)
Nacque a Genova il 16 febbraio 1603 e sulla sua vita non si hanno molte notizie biografiche. Compì un viaggio di perfezionamento a Roma; di ritorno a Genova, forte delle novità pittoriche apprese nel suo soggiorno romano, insieme al fratello affrescò gli interni della chiesa del Gesù.

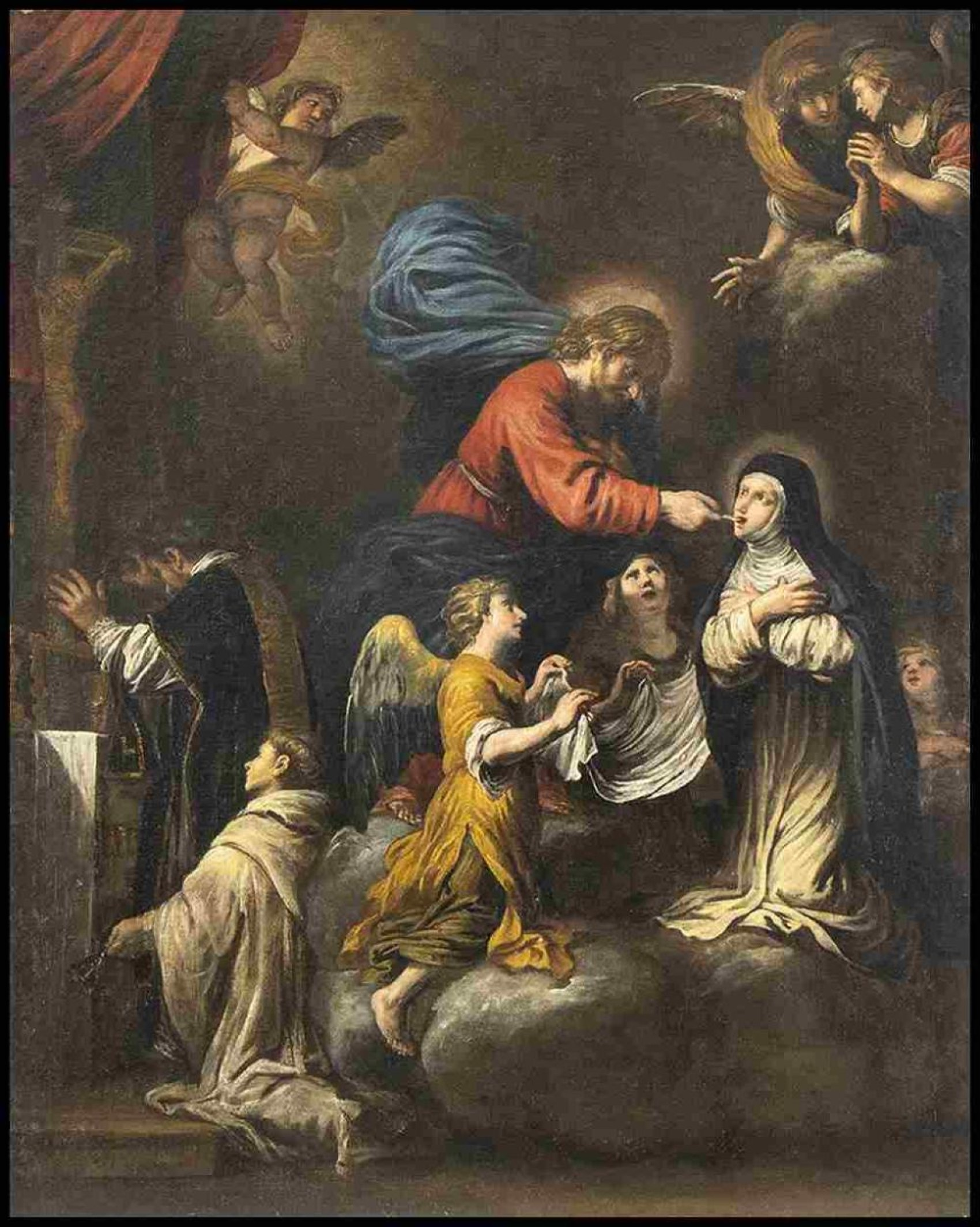
Giovanni Battista Carlone- Comunione mistica di S. Caterina

La prima opera datata è la tela con S. Giacomo che apre le porte di Coimbra dipinta per l'oratorio di San Giacomo alla Marina nel 1632. Le sue imprese più impegnative a Genova furono le vastissime decorazioni ad affresco delle volte della basilica di san Siro e dell'Annunziata del Vastato. Fra le commissioni più prestigiose, vi fu la decorazione della cappella del Doge di Palazzo ducale. Fra le numerose decorazioni di interni di palazzi patrizi, il suo capolavoro è ritenuta la decorazione ad affresco della volta della galleria del palazzo Ayrolo Negrone alle Fontane Marose, Leggenda di Enea, ispirata all'opera con lo stesso soggetto realizzata da Pietro da Cortona in Palazzo Pamphili a Roma. Le tele, realizzate negli oltre quarant'anni di attività, sono numerosissime.
La sua attività pittorica sarà proseguita dal figlio Giovanni Andrea (Genova, 1639 - 1697), la cui arte si modellerà anch'essa sugli esempi della contemporanea pittura romana.

## Opere
Fra le sue opere si ricordano:

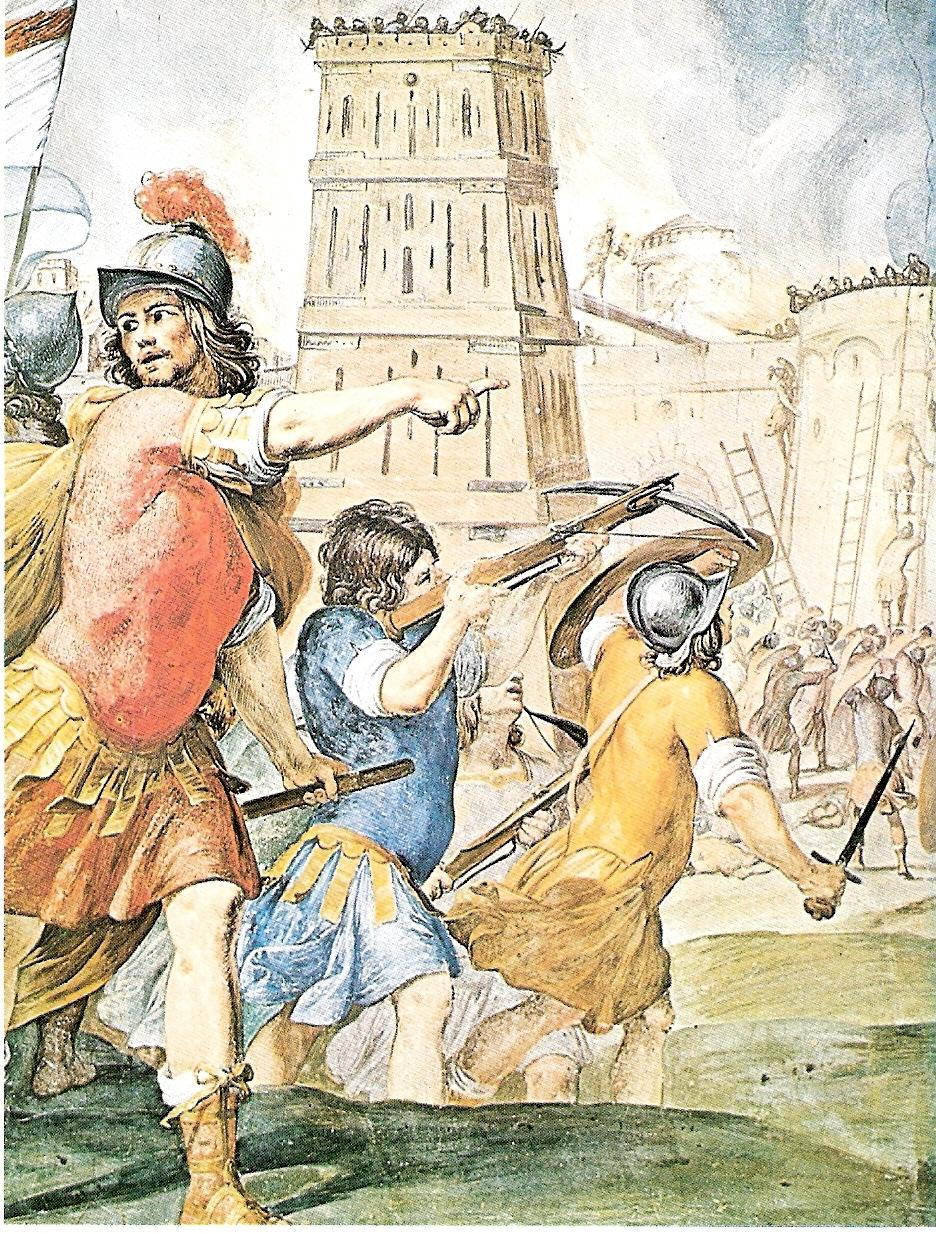
Raffigurazione della conquista di Gerusalemme del 1099. Dipinto nella cappella di palazzo Ducale.

- 1622 - Collezione privata genovese, La guarigione di Tobit;
- 1623 - Genova, Palazzo Spinola, ciclo di affreschi;
- 1625-1631 - Genova, Basilica della Santissima Annunziata del Vastato, in collaborazione col fratello Giovanni Carlone, affreschi: Episodi della vita di Cristo e della Vergine, Incoronazione della Vergine, Storie del Vecchio e del Nuovo Testamento, Giuseppe riconosciuto dai fratelli, Eleazar e Rebecca al pozzo, Mosè che fa scaturire l'acqua alla roccia, Gli Ebrei attraversano il Giordano, San Giacomo Maggiore che battezza un convertito, Predica di San Matteo, San Simone e San Giuda Taddeo diffondono il Vangelo;
- 1631 - Milano, chiesa di Sant'Antonio Abate, affreschi: Trionfo della Croce, Il Serpente di bronzo, Sacrificio di Isacco, Progenitori nel Paradiso terrestre, Passaggio del Mar Rosso (in collaborazione col fratello maggiore Giovanni Carlone);
- 1631 - Sassello, Chiesetta di Sant'Antonio Abate, dipinto ora disperso: Assunzione della Vergine con Sant'Antonio abate, San Rocco e San Nicolao;
- 1631 - Genova, chiesa del Gesù e dei Santi Ambrogio e Andrea, affreschi;
- 1632 - Genova, oratorio di San Giacomo della Marina, pala d'altare, olio su tela: San Giacomo Maggiore apre al re di Spagna le porte di Coimbra;

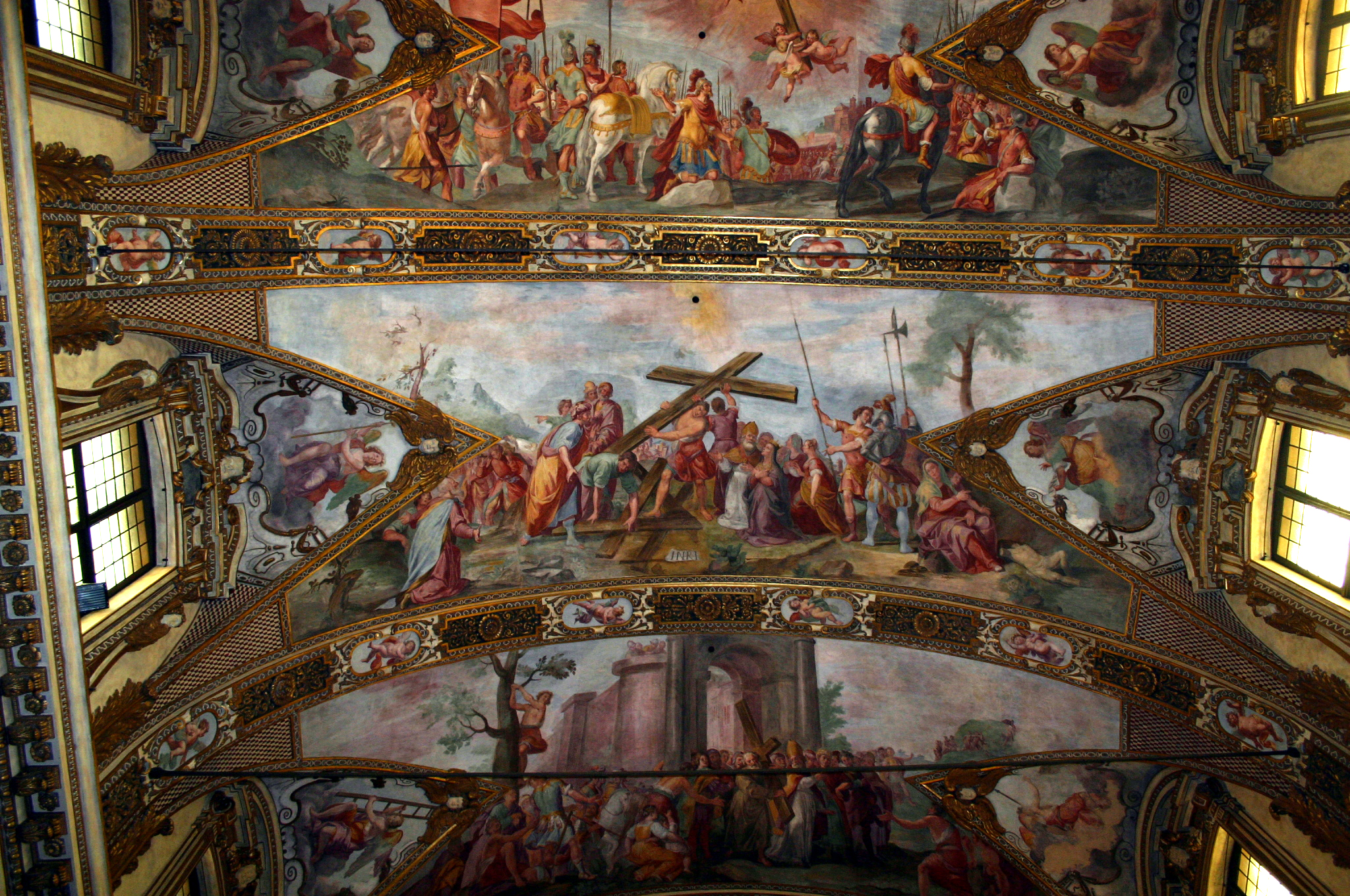
Milano: Volta della chiesa di Sant'Antonio Abate

- - Genova, Accademia Ligustica di Belle Arti: Adorazione dei pastori;
- - Genova, Albergo dei poveri, affreschi: Gesù comunica Santa Gertrude;
- - Genova, Cassa di Risparmio, affreschi: Assunzione della Vergine
- - Genova, complesso di San Francesco alla Chiappetta: Stimmate di San Francesco;
- - Cogoleto, oratorio di San Lorenzo, Martirio di San Lorenzo;
- - Genova, Palazzo Stefano De Mari in via San Luca 5, sale del secondo piano nobile, affreschi;
- 1632 - Lugano, cattedrale di San Lorenzo, pala d'altare, olio su tela: Madonna col Bambino, San Giovannino e angeli in gloria coi Santi Lorenzo e Rocco;
- 1640 - Maroggia, chiesa di San Pietro, pala d'altare, olio su tela: I Santi Sebastiano, Francesco d'Assisi, Giovanni Battista, Filippo, Carlo Borromeo e Rocco;

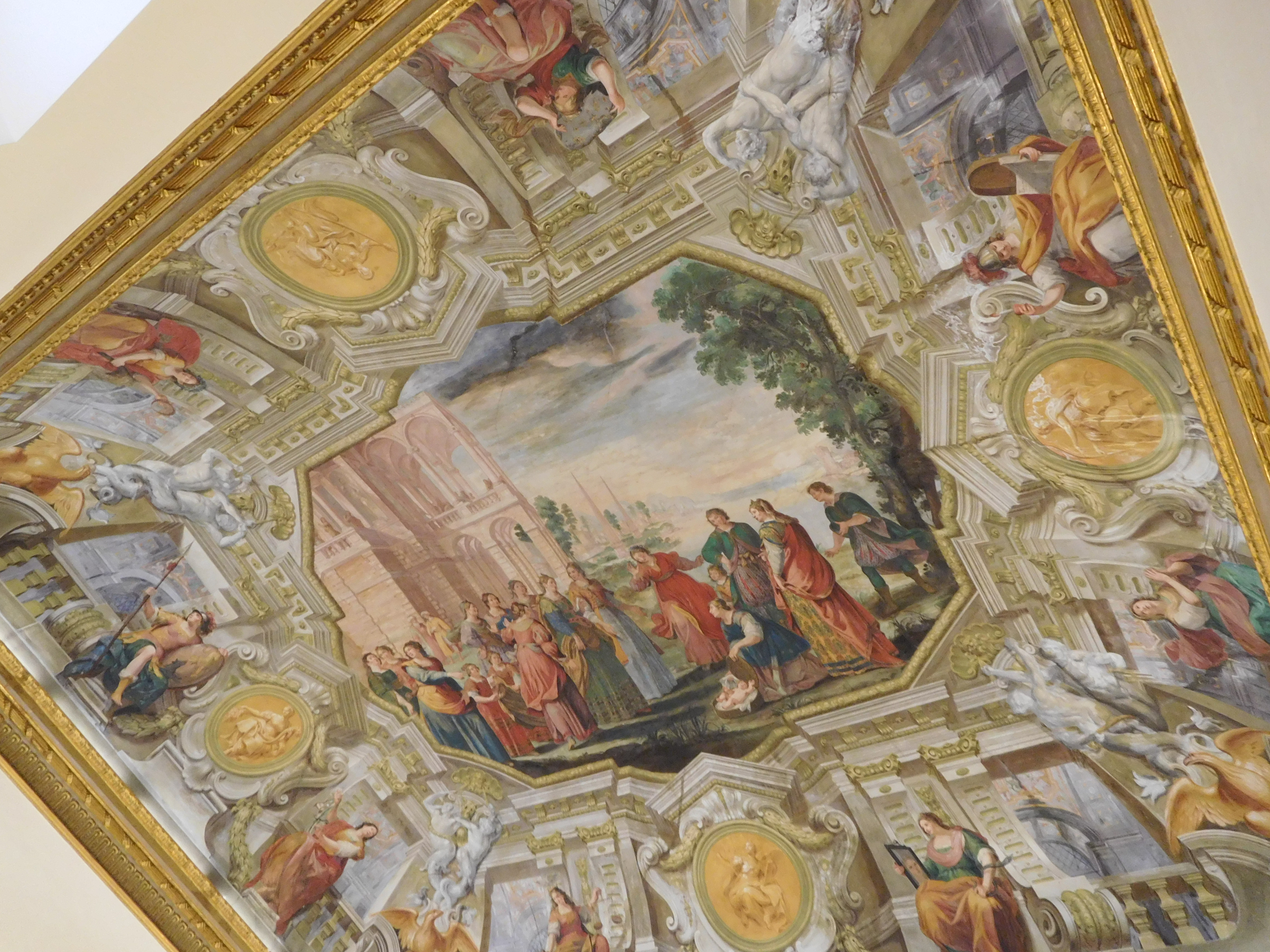
Ritrovamento di Mosè, Palazzo Agostino Spinola

- 1643 - Roma, Gianicolo, Villa del Vascello dell'abate Elpidio Benedetti (ora distrutta), affreschi (in collaborazione con Pietro da Cortona, Flaminio Allegrini e Giovanni Francesco Grimaldi);
- 1644 - Chiavari, chiesa di San Giovanni Battista, affreschi: Il Battista che rimprovera Erode, Danza di Salomè;
- 1645 circa - Certosa di Pavia, chiesa della Certosa, pale d'altare e affreschi:  Visione di San Giovanni Battista, San Giovanni Battista rimprovera Erode;
- 1646 - Genova, oratorio di San Giacomo della Marina, pala d'altare, olio su tela: San Giacomo condotto al martirio risana un paralitico;
- 1646-1662 - Genova, chiesa di San Siro dei padri Teatini, in collaborazione col quadraturista bolognese Paolo Brozzi, affreschi: Trionfo della Croce, Miracolo del basilisco, Conversione di San Pietro, Crocefissione di San Pietro, Caduta di Simon Mago;
- ..., Annunciazione, santuario di Nostra Signora di Montallegro, Rapallo;

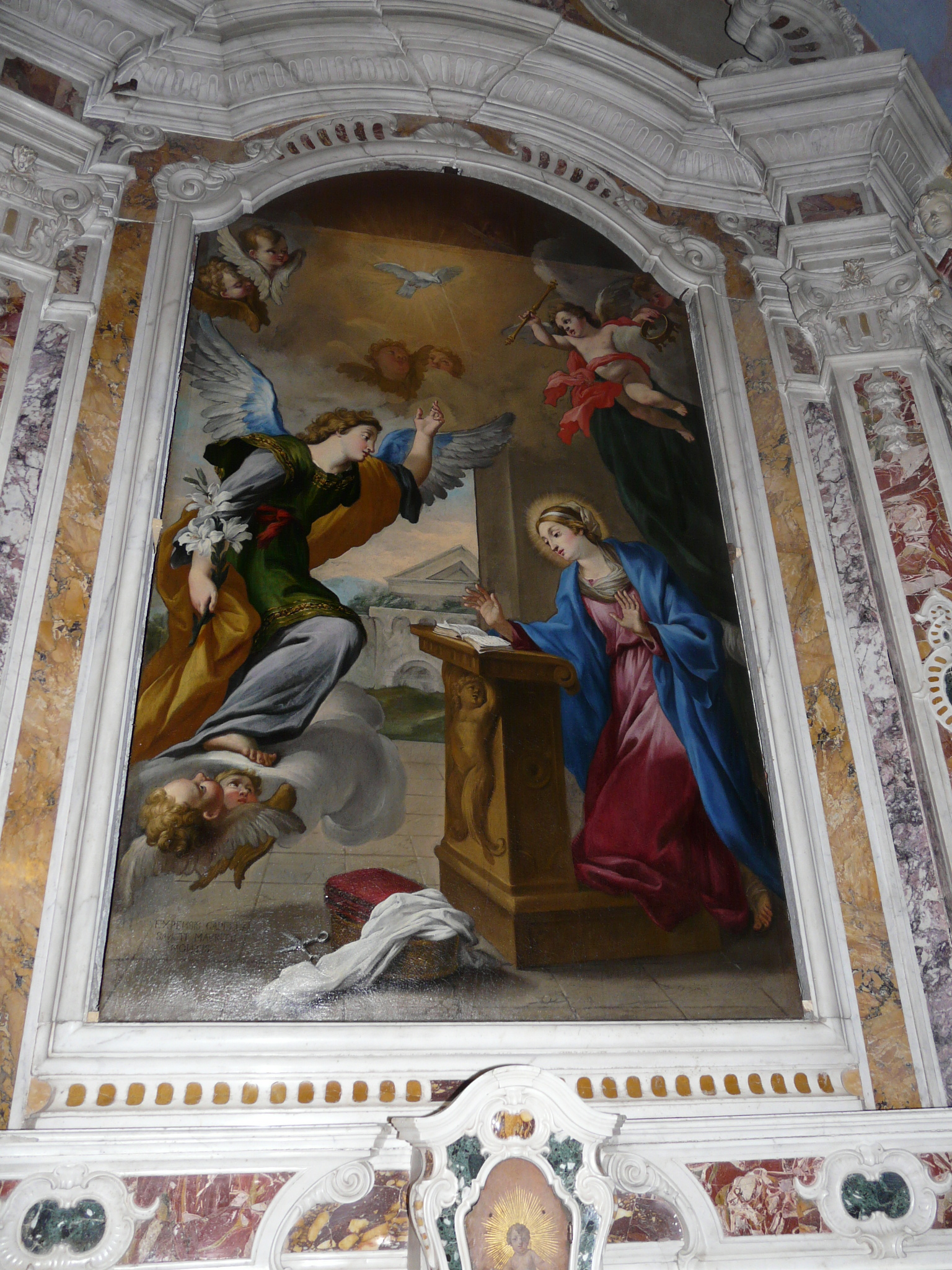
Santuario di Montallegro: Annunciazione

- 1648 - Genova, chiesa della Santissima Annunziata del Vastato, presbiterio, affreschi: la Presentazione al tempio;
- 1649 circa - Genova, palazzo Ayrolo Negrone, affreschi: Leggenda di Enea;
- 1653 - Gavi Ligure, oratorio dei Bianchi, volta, affreschi: Giudizio Universale;
- Gavi Ligure, chiesa di San Giacomo Maggiore, Santissima Trinità con San Gerolamo e San Francesco da Paola;
- 1655 - Genova, Palazzo Ducale, ciclo di affreschi: Antefatti storici della città; La Madonna regina di Genova e i santi protettori della Repubblica; Giove e Astrea;
- 1659 - Genova, chiesa del Gesù, affreschi;
- 1660 circa - Certosa di Pavia, chiesa della Certosa, affreschi: la Flagellazione di Santa Caterina d'Alessandria e la Santa liberata dal demonio;
- 1662 - Genova, basilica della Santissima Annunziata del Vastato, affreschi: Miracoli della Madonna di Loreto;
- 1662 - Savigliano, santuario dell'Apparizione, pala d'altare, olio su tela: San Grato;
- 1662 - Montpellier, cattedrale di San Pietro, Fuga in Egitto, olio su tela;
- 1663 - Genova, basilica della Santissima Annunziata del Vastato, affreschi (i Miracoli della Madonna e Tre miracoli di San Bernardino);
- 1665 - Genova, basilica della Santissima Annunziata del Vastato, affreschi: San Bonaventura riceve il cappello cardinalizio da un angelo, il Santo resuscita un bambino, il Santo riceve l'eucaristia dagli angeli;
- 1668 - Genova, basilica della Santissima Annunziata del Vastato, olio su tela: Miracolo del beato Salvatore da Horta;
- 1669 - Genova, basilica della Santissima Annunziata del Vastato, pala d'altare, olio su tela. San Pietro d'Alcantara;
- 1670 - Genova, basilica della Santissima Annunziata del Vastato, affreschi;
- 1671 - Diano Castello, chiesa dei frati minori riformati, pala d'altare, olio su tela: San Pietro d'Alcantara;
- 1676 - Bosco Marengo, convento di Santa Croce dei domenicani, chiostro, affresco: Tre storie della vita di San Domenico di Guzmán;
- 1676 - Genova, chiesa di San Siro dei padri Teatini, affreschi: Predicazione di San Matteo, Santa Rosa da Lima in adorazione della Madonna e la Comunione miracolosa di Santa Caterina da Siena, Trionfo dell'Agnello mistico (distrutto).
- ? - Ventimiglia, seconda cappella a sinistra della chiesa Cattedrale di Santa Maria Assunta, pala d'altare: Assunta e Apostoli;
- ? - Genova, palazzo Agostino Spinola o Doria De Ferrari Galliera, sede del Banco di Roma, decorazione degli interni.
- ? - Genova, palazzo del marchese Giacomo Spinola, secondo salotto, Calvario,
- ? - Genova, palazzo Bianco, Tobia guarisce suo padre Tobit, 121x148 cm,
- ? - Genova, palazzo Bianco, Angeli musicanti,
- ? - Genova, palazzo Bianco, Sante in gloria,
- ? - Genova, palazzo Bianco, Pesca di Tobia,
- ? - Torino, collezione privata, Mosè fa scaturire l'acqua dalla roccia,
- ? - Torino, Pinacoteca Albertina, Rissa tra pastori di Ietro e Mosè

Opere perdute:
- Genova, basilica della Santissima Annunziata del Vastato, affresco: Mosè fa scaturire l'acqua dalla roccia (distrutto dai bombardamenti della Seconda guerra mondiale)'
- 1663 - Genova, basilica della Santissima Annunziata del Vastato, olio su tela: San Bernardino e Sant'Antonio di Padova adorano il nome di Gesù  (distrutto dai bombardamenti della Seconda guerra mondiale)
- Un gonfalone per la chiesa di San Remigio a Cadelpiaggio, frazione di Parodi Ligure.
- Un fondale per il Crocifisso nell'Oratorio dell'Annunziata a Parodi Ligure.
- Il supplizio di San Clemente, olio su tela, 97x60